# Moi przyjaciele
Moi przyjaciele (wł. Amici miei) – włoski film komediowy z 1975 roku w reżyserii Mario Monicellego.

## Obsada
- Ugo Tognazzi – Raffaello Mascetti
- Gastone Moschin – Rambaldo Melandri
- Philippe Noiret – Giorgio Perozzi
- Duilio Del Prete – Guido Necchi
- Olga Karlatos – Donatella Sassaroli
- Silvia Dionisio – Titti Ambrosio
- Franca Tamantini – Carmen Necchi
- Angela Goodwin – Laura Perozzi
- Milena Vukotic – Alice Mascetti
- Bernard Blier – Niccolò Righi
- Adolfo Celi – prof. Alfeo Sassaroli
- Maurizio Scattorin – Luciano Perozzi
- Marisa Traversi – Bruna
- Mauro Vestri – lekarz Don Ulrico
- Mario Scarpetta – policjant
- Ulla Johannsen – kochanka Tittiego[1]

## Produkcja
Zdjęcia kręcono we Florencji i okolicach (Impruneta, Greve in Chianti, Pelago), a także w Rzymie i Calcacie (prowincja Viterbo).